# Megalodontes laticeps
Megalodontes laticeps is een vliesvleugelig insect uit de familie van de Megalodontesidae. De wetenschappelijke naam van de soort is voor het eerst geldig gepubliceerd in 1897 door Konow.